# Don't Look Up : Déni cosmique
Pour les articles homonymes, voir Don't Look Up.
Pour plus de détails, voir Fiche technique et Distribution.
Don't Look Up : Déni cosmique (Don't Look Up) est une comédie dramatique américaine écrite et réalisée par Adam McKay, sortie en 2021, sa diffusion mondiale ayant lieu sur la plateforme Netflix.
Leonardo DiCaprio et Jennifer Lawrence interprètent les deux personnages centraux du film, entourés notamment par Meryl Streep, Jonah Hill, Rob Morgan, Cate Blanchett, Tyler Perry, Mark Rylance, Ariana Grande et Timothée Chalamet.
Inspiré par le thème de l'actuelle crise climatique dont personne ne se soucie vraiment malgré le consensus scientifique, le film évoque la chute prochaine d'une grande comète qui va complètement ravager la Terre et tuer tous ses habitants, et la difficulté que rencontrent les scientifiques qui l'ont découverte pour prévenir le monde face à la désinformation, au déni et aux sarcasmes du monde médiatique et politique comme du grand public, ainsi qu'à la cupidité et à l'inaction de la présidente des États-Unis sous la coupe du puissant créateur d'une grande entreprise technologique.
Le film rencontre un succès mondial sur Netflix. En vingt-huit journées d'exploitation, il totalise 360 millions d'heures de streaming, ce qui en fait le film le plus vu dans la semaine suivant sa mise en ligne, et le deuxième le plus vu de l'histoire de la plateforme.

## Synopsis
Travaillant avec les données du télescope Subaru, la doctorante de l'université du Michigan Kate Dibiasky (Jennifer Lawrence) découvre une comète issue du nuage de Oort passant dans l'orbite de Jupiter. Elle avertit le professeur Randall Mindy (Leonardo DiCaprio), et avec ses étudiants ils calculent que la trajectoire de cette comète la dirige directement vers la Terre, qu'elle a une dimension de 5 à 10 kilomètres, et qu'elle tombera dans le Pacifique au large des côtes chiliennes dans les six mois, ravageant intégralement notre planète et tuant tous ses habitants. Ils baptisent la comète Dibiasky. Ils avertissent le Dr Clayton « Teddy » Oglethorpe (Rob Morgan), qui est le directeur du Bureau de coordination de la défense planétaire, ainsi que la NASA. Leurs calculs étant vérifiés, ils doivent se rendre à la Maison-Blanche à Washington et exposer les faits à la présidente des États-Unis Janie Orlean (Meryl Streep) et à son chef de cabinet, qui n'est autre que son fils Jason Orlean (Jonah Hill). Dans l'antichambre du Bureau ovale, Mindy, Dibiasky et Oglethorpe patientent une journée entière sans être reçus. Ils sont accompagnés par un général (Paul Guilfoyle), qui vient leur apporter des snacks et de la boisson en leur demandant de le rembourser. Kate verra par la suite que tout était gratuit et se trouve choquée par la bassesse cupide du général.
Ils sont envoyés dormir à l'hôtel, puis reviennent le lendemain. Ils décrivent enfin la situation à la présidente, qui n'a d'autre réponse que « on patiente et on avise » (« sit tight and assess »), alors qu'Oglethorpe a précisé que des plans existaient, qu'on pouvait dévier la trajectoire de la comète avec des charges nucléaires, et qu'il fallait agir sans plus tarder. Mais Orlean semble plus préoccupée par son destin politique que par l'apocalypse à venir. Par ailleurs, Jason Orlean n'a aucun respect pour des universitaires issus d'un « pauvre » établissement public, leurs travaux n'ayant pour lui aucune valeur par rapport à ceux venus de Princeton, Harvard ou Dartmouth, membres de la prestigieuse Ivy League, et il n'est pas question pour eux de faire une annonce publique avant les élections de mi-mandat qui approchent.
Sur un conseil de Teddy, Mindy et Dibiasky décident alors de s'adresser à un grand quotidien new-yorkais pour révéler la catastrophe imminente au grand public. Ils sont invités dans l'émission de télévision The Daily Rip, dont les présentateurs sont Brie Evantee (Cate Blanchett) et Jack Bremmer (Tyler Perry), qui reçoivent aussi la vedette Riley Bina (Ariana Grande), dont la rupture avec son petit ami Dj Chello (Kid Cudi) enflamme les réseaux sociaux. Ils se réconcilient en direct à l'antenne. L'émission est aussi consacrée au Sheriff Conlon, qu'Orlean veut nommer à la Cour suprême et qui est empêtré dans une affaire de mœurs. Les deux scientifiques passent en derniers invités, ils exposent les faits, les présentateurs se moquent d'eux, Evantee séduit discrètement Mindy, et Kate Dibiasky explose de fureur et hurle face à la caméra que tout le monde va mourir, avant de quitter le plateau. Sa sortie est tournée en dérision sur les réseaux sociaux ; elle devient un mème. Le journal se désolidarise d'eux et n'ira pas plus loin, estimant qu'il est en train de se ridiculiser avec une annonce qu'il croit bidon. Le rédacteur en chef Adul Grelio (Tomer Sisley) ironise en quittant la salle de réunion : « Je vous souhaite une agréable fin des temps ».
Une fois laissés seuls dans cette salle de la rédaction en chef du New York Herald, Kate explique à Randall qu'il reste exactement « six mois, dix jours, deux heures, onze minutes et quarante et une secondes avant qu'une comète, qui fait deux fois la taille de celle à l'origine du cratère de Chicxulub, transperce l'atmosphère et détruise toute vie sur Terre ». Quand Mindy lui demande comment elle a réalisé ce calcul, elle explique qu'elle a mis la date de l'impact dans son application de régime, et qu'il aura lieu quand celui-ci arrivera à son terme, mais ajoute qu'elle ne fait pas de régime et qu'elle est terrifiée. Kate apprend en même temps que son petit ami Phillip (Himesh Patel), qui travaille pour le site Autopsy, vient de publier un article intitulé « Vous connaissez cette fofolle qui pense que nous allons tous mourir ? J'ai couché avec elle ! ». Cela marque leur rupture. Quant à Randall Mindy et Brie Evantee, ils entament une relation amoureuse, le scientifique trompant sa femme June (Melanie Lynskey).
Finalement, les plus hautes autorités scientifiques du pays confirment les calculs concernant l'impact de la comète « tueuse de planètes ». La présidente des États-Unis nomme Mindy conseiller scientifique et lance une mission avec le colonel raciste Ben Drask (Ron Perlman), qui va décoller à bord d'une navette spatiale accompagnée de missiles nucléaires pour faire dévier la comète de sa trajectoire. Le décollage a lieu mais, subitement, la navette et les missiles font inexplicablement demi-tour. Il est ensuite révélé qu'il s'agit d'une décision de Janie Orlean, laquelle lui a été littéralement imposée par son plus gros donateur, Peter Isherwell (Mark Rylance), le créateur de l'entreprise technologique Bash Cellular. Il a en effet découvert avec ses équipes que cette comète contenait des dizaines de milliers de milliards de dollars de métaux précieux susceptibles, selon ses dires, d'enrichir considérablement la planète et de mettre fin à la pauvreté dans le monde. Bash met au point une nouvelle mission : il s'agit de laisser la comète s'approcher, des drones vont décoller, se poser dessus, puis la forer pour placer des charges explosives « micro-ciblées à fission quantique », afin de la réduire en des dizaines de météorites, qui, si elles font quelques gros dégâts, ne détruiront pas la Terre et pourront être récupérées : l'enrichissement considérable est au bout de ce projet.
Mais Mindy et Dibiasky notent qu'il n'y a eu aucune validation scientifique sur la faisabilité de ce projet. Dans un restaurant où ils mangent avec Oglethorpe, les autres clients entendent leur conversation, et Kate se voit contrainte de leur dire la vérité sur la découverte de la nature de cette comète composée de « plein d'or, de diamants et de trucs rares » et sur le fait qu'Orlean et Bash « vont la laisser nous fracasser pour que des gens pétés de thunes deviennent encore plus riches à vomir ». Cela provoque une émeute, la doctorante est arrêtée, mise dans une voiture avec un sac en toile noire sur la tête (technique déjà utilisée auparavant après leur passage à la télé, l'idée étant de Jason, qui s'en montre très fier), puis elle est emmenée dans les locaux du FBI, où elle doit signer un document s'engageant à faire profil bas et à ne plus prendre la parole. Elle revient chez ses parents, qui ne lui ouvrent pas la porte, lui disant qu'ils ne veulent pas entendre parler de politique et sont « pour les emplois qu'apportera la comète ».
Kate se retrouve caissière dans une supérette, où elle fait la connaissance d'un groupe de jeunes, dont Yule (Timothée Chalamet), qui va devenir son nouveau petit ami. À 25 jours de l'impact, Randall Mindy est à nouveau invité dans l'émission The Daily Rip, tandis qu'un blockbuster hollywoodien à gros budget, Total Devastation, sur le thème de la comète ravageant la Terre, s'apprête à sortir sur les écrans avec Devin Peters (Chris Evans) en vedette, et que le déni sur la catastrophe à venir et sur la réalité de la comète parcourt l'Amérique. Randall Mindy est devenu une star des médias, il s'est perdu et s'est compromis avec le pouvoir. Mais cette fois, à l'antenne, il entre lui-même dans une rage folle à côté des deux présentateurs (dont son amante) : il se met à hurler face à la caméra en décrivant un objet « aussi grand que le mont Everest » en train de dégringoler sur la Terre, alors qu'Orlean et Isherwell ont « complètement pété les plombs » (« They fucking lost their minds ») et préfèrent l'exploiter pour gagner plus d'argent plutôt que d'essayer de sauver la planète entière. Il est à son tour arrêté, puis relâché, et revient dans le Michigan pour tenter de reconquérir son épouse, mais elle le rejette.
Entre-temps, la comète devient visible dans le ciel ; Randall et Kate commencent à prévenir de nouveau le monde en disant de regarder. Orlean mène pour sa part une campagne de total déni, autour du slogan Don't Look Up (ne regardez pas en l'air !), tandis que son entourage se ravit des énormes bénéfices à venir. Randall et Kate organisent de leur côté un grand concert de Riley Bina, où elle chante Just Look Up ! avec DJ Chello, devant une immense foule. Les États-Unis déclarent que la Russie, la Chine et l'Inde seront privées de ces si profitables minéraux de la comète ; celle-ci grossit à vue d'œil dans le ciel, et le rassemblement présidentiel Don't Look Up est interrompu par une foule en colère, qui lève la tête et comprend désormais ce qui est en train d'arriver. Une mission russo-indo-chinoise indépendante destinée à dévier la comète échoue dans une grande explosion à Baïkonour. Le plan de Bash représente alors la dernière chance de la détruire.
La technologie de Bash, et l'ensemble des données personnelles qu'elle récolte, permet de connaître la vie de tout un chacun, son destin, et même le moment de sa mort. Peter Isherwell dit ainsi à la présidente Orlean qu'elle mourra dévorée par un « Brontéroc », mais il ignore ce que c'est. Ils se trouvent dans le centre spatial de Bash à quelques heures de l'impact prévu, et les drones décollent, tandis que Randall Mindy, accompagné de Kate Dibasky et Yule, se rend dans sa maison familiale du Michigan. Dans la voiture, Yule déclare son amour à Kate et lui propose de se fiancer, ce qu'elle accepte en souriant, tous deux étant bien conscients du peu de temps qui leur reste à vivre. Ils arrivent devant la porte de la maison, et Randall demande pardon à son épouse ; ils sont tous reçus avec ses deux enfants, puis rejoints par Oglethorpe pour préparer un repas. Plusieurs drones échouent (en entendant ces faits annoncés à la télévision, Randall l'éteint), ceux qui restent se posent sur la comète et déclenchent leurs explosifs. Après un moment de flottement, il apparaît que la comète est restée entière et que la mission Bash a échoué. Isherwell et Orlean s'éclipsent rapidement de la salle de contrôle en prétendant aller aux toilettes, laissant Jason derrière eux. Ils rejoignent en fait, avec quelques autres privilégiés milliardaires, un vaisseau équipé de capsules cryogéniques ; Janie appelle Mindy pour qu'il se joigne à eux, mais celui-ci refuse, préférant mourir avec ceux qu'il aime le plus, tout en adressant ses amitiés à Jason, lequel attend toujours le retour de sa mère dans le centre spatial, alors que celle-ci vient de se rendre compte qu'elle l'a oublié.
La comète frappe la Terre et la ravage entièrement, au moment où autour de la table de la maison des Mindy, tous les convives s'apprêtent à mourir en dégustant une tarte aux pommes et en parlant de la qualité du café qu'ils boivent, alors que les secousses telluriques augmentent petit à petit et que Randall prononce une ultime phrase : « Quand on y réfléchit, on avait vraiment tout, n'est-ce pas ? ». Les derniers plans sont les visages innocents de Teddy, Randall et Kate au moment où la maison se désintègre, puis un déluge de feu, et enfin des images de pans entiers de la croûte terrestre urbanisés, projetés en orbite par la violence de l'impact, au milieu d'un grand nombre d'objets divers comme le Taureau de Wall Street, une baleine coupée en deux et le téléphone Bash de Dibiasky (sur l'écran duquel est écrit « Bravo, vous avez terminé votre régime ! »), tandis que le vaisseau parcourt l'espace vers sa nouvelle destination.
Dans une scène à mi-générique, 22 740 ans plus tard, le vaisseau arrive sur une planète habitable. Des modules s'en détachent et se posent. Une quarantaine de passagers sortent de leurs capsules cryogéniques, tous nus, et prennent pied sur le sol. Janie Orlean s'approche d'un curieux animal coloré, doté d'un grand bec et de six pattes, et veut le caresser. La bête ouvre son bec et la croque. Isherwell note que sa prédiction était juste : elle a été dévorée par un Brontéroc. Les survivants humains se retrouvent alors encerclés par ces Brontérocs prêts à les attaquer. Isherwell lâche : « Surtout, ne les caressez pas ! ».
Dans la scène post-générique, Jason Orlean s'extrait d'un monceau de débris par miracle et émerge dans un paysage apocalyptique, totalement ravagé, le sac de sa mère en mains ; il la cherche en criant « Maman ? ». Il enregistre une vidéo avec son téléphone : « Salut les gens, je suis le dernier survivant sur Terre. C'est la merde. N'oubliez pas de Liker et de vous abonner, on lâche rien ! ».

## Fiche technique
Sauf indication contraire, les informations mentionnées dans cette section peuvent être confirmées par la base de données cinématographiques IMDb,  présente dans la section « Liens externes ».
- Titre original : Don't Look Up
- Titre français : Don't Look Up : Déni cosmique[2]
- Réalisation et scénario : Adam McKay
- Musique : Nicholas Britell
- Décors : Clayton Hartley
- Costumes : Susan Matheson
- Photographie : Linus Sandgren
- Montage : Hank Corwin
- Production : Adam McKay, Kevin Messick, Scott Stuber, Betsy Koch et Todd Schulman
- Société de production : Hyperobject Industries
- Société de distribution : Netflix
- Pays de production :  États-Unis
- Langue originale : anglais
- Format : couleur
- Genre : comédie dramatique, science-fiction, catastrophe, satire
- Durée : 143 minutes
- Budget : 110 millions de dollars[3]
- Dates de sortie :
  - Suisse : 8 décembre 2021 (sortie en salles)[4]
  - États-Unis : 10 décembre 2021 (sortie limitée en salles)
  - France : 13 décembre 2021 (projection exceptionnelle à la Cinémathèque française)
  - Monde : 24 décembre 2021 (Netflix)

## Distribution
Sauf indication contraire, les informations mentionnées dans cette section peuvent être confirmées par la base de données cinématographiques IMDb,  présente dans la section « Liens externes ».
- Leonardo DiCaprio (VF : Damien Witecka) : Dr Randall Mindy, professeur d'astronomie à l'université d'État du Michigan
- Jennifer Lawrence (VF : Kelly Marot) : Kate Dibiasky, doctorante en astronomie dans la même université
- Rob Morgan (VF : Rody Benghezala) : Dr Teddy Oglethorpe, chef du Bureau de coordination de la défense planétaire
- Meryl Streep (VF : Frédérique Tirmont) : Janie Orlean, présidente des États-Unis
- Cate Blanchett (VF : Juliette Degenne) : Brie Evantee, co-présentatrice de l'émission The Daily Rip
- Jonah Hill (VF : Christophe Lemoine) : Jason Orlean, fils de la présidente et chef de cabinet de la Maison-Blanche
- Mark Rylance (VF : Éric Legrand) : Sir Peter Isherwell, créateur et PDG milliardaire de l'entreprise technologique Bash Cellular
- Tyler Perry (VF : Frantz Confiac) : Jack Bremmer, co-présentateur de l'émission The Daily Rip
- Timothée Chalamet (VF : Gauthier Battoue) : Yule, skater et gamer, petit-ami de Kate
- Ron Perlman (VF : Michel Vigné) : colonel Benedict Drask, astronaute et récipiendaire de la Médaille présidentielle de la Liberté
- Ariana Grande (VF : Chloé Renaud) : Riley Bina, chanteuse populaire et petite-amie de DJ Chello
- Kid Cudi (VF : Diouc Koma) : DJ Chello, musicien populaire et petit-ami de Riley Bina
- Himesh Patel (VF : Benoît DuPac) : Phillip, auteur et ex petit-ami de Kate
- Melanie Lynskey (VF : Pauline Brunel) : June Mindy, épouse de Randall
- Michael Chiklis (VF : Jean-Christophe Brétignière) : Dan Pawketty, présentateur de la chaîne conservatrice Patriot Network
- Tomer Sisley (VF : lui-même) : Adul Grelio, rédacteur en chef au New York Herald
- Paul Guilfoyle (VF : François Dunoyer) : le général Themes
- Chris Evans (VF : Franck Lorrain) : Devin Peters, acteur (caméo)
- Ross Partridge : Keith Ollens
- Edward Fletcher : Dr Ginnerson

## Production

### Genèse et développement
Au départ, l'idée d'Adam McKay est d'écrire un scénario en rapport avec la crise climatique. Il s'inspire du fait que les scientifiques connaissent les effets catastrophiques du changement climatique mais se heurtent à un monde politique et médiatique qui n'en tient pas compte, a une vue à court terme et fait passer de nombreux sujets avant celui-là malgré l'urgence. Le départ de la pandémie de Covid-19 et le déni de l'administration Trump, au moment où il finalise son scénario, interrogent encore plus McKay sur la désinformation, l'impuissance du camp scientifique et la machine folle que constitue notre monde. C'est ainsi que sa métaphore scénaristique porte sur la découverte d'une comète qui va ravager la terre, tandis que « tout le monde s'en fout ».
En novembre 2019 il est annoncé que Paramount Pictures distribuera un film écrit et mis en scène par Adam McKay. Il produit également le film via sa société Hyperobject Industries.
En février 2020 Netflix acquiert les droits auprès de Paramount. Adam McKay écrit avec des acteurs précis en tête. Le rôle de Kate Dibiasky est ainsi écrit spécifiquement pour Jennifer Lawrence. De plus, le cinéaste passe plusieurs mois à développer le script auprès de Leonardo DiCaprio pour bien peaufiner son personnage et le persuader de signer.

### Distribution des rôles
Jennifer Lawrence est la première personne à qui Adam McKay ait fait lire son scénario, « en dehors de [sa] femme et de [son] producteur ». Elle se montre alors enthousiaste, et son engagement est officialisé en février 2020. Cate Blanchett rejoint le projet en mai. En septembre Rob Morgan est engagé. En octobre c'est au tour de Leonardo DiCaprio, Meryl Streep, Jonah Hill, Himesh Patel, Timothée Chalamet, Ariana Grande, Kid Cudi, Matthew Perry (caméo coupé au montage) et Tomer Sisley d'être annoncés,. En novembre, Tyler Perry, Melanie Lynskey et Ron Perlman rejoignent la distribution. Le mois suivant c'est au tour de Chris Evans d'être confirmé pour un bref caméo en tant que Devin Peters, un acteur présentant le film catastrophe Total Devastation,.
En février 2021 la distribution se complète davantage avec les arrivées de Gina Gershon, Mark Rylance et Michael Chiklis,. À noter que Mark Rylance, qui joue ici le rôle d'un milliardaire inventeur informatique inspiré à la fois de Docteur Folamour, Steve Jobs, Jeff Bezos, Elon Musk et Mark Zuckerberg, avait déjà joué un rôle similaire dans Ready Player One : celui de James Halliday, le coconcepteur du jeu en réalité virtuelle L'Oasis.

### Tournage
En février 2020 il est annoncé que le tournage est prévu pour avril. Cependant, le planning est remis en cause par la pandémie de Covid-19. Les prises de vues débutent finalement le 18 novembre de la même année, notamment à Boston, dans le Massachusetts. Des scènes sont également tournées dans d'autres villes du Massachusetts comme Brockton, Framingham, Westborough, Canton, Chicopee, Fall River, Norton, Salisbury, Weymouth et Worcester,,.
Le 5 février 2021 Jennifer Lawrence est légèrement blessée lors d'une explosion de verre qui a mal tourné. Le tournage s'achève le 18 février.
Pour l'écriture d'équations, Leonardo DiCaprio a été doublé par un membre de l'Observatoire européen austral.

## Sortie
En février 2020 il est annoncé que Netflix envisage une sortie courant 2020. Cependant, en raison de la pandémie de Covid-19, le tournage est décalé et la sortie doit être repoussée. Le film sort en salles dans plusieurs pays à partir du 8 décembre 2021. Deux projections ont lieu en France : le 13 décembre à la Cinémathèque française (Paris) et le 14 décembre à l'Institut Lumière (Lyon). La sortie sur Netflix a lieu le 24 décembre 2021.

## Accueil

### Accueil critique
À partir de l'interprétation de dix-huit critiques de presse francophone, le site Allociné attribue une moyenne de 4/5, dont la note maximale pour Le Parisien, Le Point et Libération. Sur le site d'agrégation de critiques Rotten Tomatoes, 55 % des 210 critiques sont positives, avec une note moyenne de 6,2/10.
La critique de Manohla Dargis pour le New York Times est très positive et se conclut par : « Le travail de McKay avec DiCaprio est particulièrement mémorable, en partie parce que la trajectoire du Dr Mindy — d'un scientifique honnête et soucieux à une célébrité désinvolte et vedette — renforce la vérité déchirante et indicible du film : le narcissisme humain et tout ce qu'il a provoqué, y compris la destruction de la nature, causera finalement notre perte. En fin de compte, McKay ne fait pas beaucoup plus dans ce film que de nous crier dessus, et c'est ce que nous méritons »,. Dans Le Monde, Mathieu Macheret écrit que « Don't look up étonne par son habileté à faire tenir ensemble, sans perdre le fil, le premier et le trente-sixième degré, la fable et la parodie » et « aucun désastre n’est hors de portée du rire s’il concerne l’universelle ineptie humaine ». Pour Thierry Cheze de Première, le film est « un tourbillon tout à la fois irrésistible de drôlerie et confondant de justesse. Servi par un casting aussi prestigieux qu’épatant, Don't look up débute sur les chapeaux de roue avec un sens du montage cut époustouflant avant d’accuser, comme tant de films Netflix, un trou d’air fait de scènes répétitives inutiles. Avec 20 minutes de moins, on tenait un chef-d’œuvre de comédie. Mais ces 20 minutes de trop ne gâchent en rien le plaisir dingue pris devant cette démonstration de farce ». Alexandre Janowiak note pour Écran Large que le personnage de Peter Isherwell est un mélange de Steve Jobs et d'Elon Musk, l'acteur Mark Rylance conservant sa voix [Quoi ?] de Ready Player One, alors que Meryl Streep campe une présidente Orlean « sorte de mélange savoureux de Donald Trump dans le corps d'Hillary Clinton (même si on pense surtout à Sarah Palin) », pour lui « le huitième film d'Adam McKay est incontestablement l'un des plus tordants de l'année 2021, tout en étant l'un des plus déprimants », et il « s'ouvre grand les portes du burlesque, de la satire hilarante, grinçante et absolument jubilatoire ».
Concernant les critiques négatives, Charles Bramesco qualifie le film de « désastre » dans The Guardian — toutefois le climatologue Peter Kalmus fait l'éloge du film dans le même journal —. Selon Bramesco, le personnage joué par Timothée Chalamet est le seul dans lequel le spectateur puisse s'investir, et sa scène finale est « le seul moment où la Terre semble valoir la peine d'être préservée ». Toujours selon Bramesco, dans le reste du film McKay ne fait qu'exprimer un mépris contre-productif, « le but étant moins de critiquer que de réaffirmer que nous détestons tous les mêmes types de personnes »,. David Rooney du Hollywood Reporter qualifie le film de « satire cynique et insupportablement suffisante, bourrée de stars, qui prétend commenter l'inattention des politiques et des médias face à la crise climatique, mais qui ne fait que la banaliser. C'est bien loin du Docteur Folamour »,. Dans Les Inrockuptibles, Théo Ribeton explique que pour lui ce film fait partie de « ces programmes au cynisme ostentatoire et convenu, rassemblant tout ce que l’année écoulée a standardisé en matière de sujets d’indignation ».

### Succès public
Sur le site IMDb, le film a une note de 7,3/10 selon plus de 370 000 votes.
Don't look up est numéro un sur Netflix partout dans le monde sur sa première semaine d'exploitation (du 25 décembre au 1er janvier). Durant ses onze premières journées en ligne, le film est numéro un dans 94 pays et accumule 152 millions d'heures de streaming au total. Il devient ainsi le plus vu sur Netflix en une semaine . Le 25 janvier, après vingt-huit jours d'exploitation, le total est de 360 millions d'heures de streaming : Don't Look Up est ainsi le deuxième film le plus vu de l'histoire de la plateforme derrière Red Notice.
Afin d'attirer le public sensibilisé par le film, des « marches Look Up » contre l'inaction climatique sont lancées partout en France le 12 mars 2022 par les associations membres du Réseau Action Climat, notamment Alternatiba. Elles sont organisées dans la continuité des Marches pour le climat et visent à imposer le sujet du climat dans les débats de l'élection présidentielle française.

### Réception par la communauté scientifique
Le film connaît un accueil extrêmement favorable dans la communauté scientifique, en particulier parmi les climatologues ; le personnage principal Randall Mindy est d'ailleurs en partie inspiré du scientifique et lanceur d'alerte Michael E. Mann, qui a accordé plusieurs interviews à la presse pour confier combien le film illustrait les difficultés de sa tâche. Il explique dans les colonnes du Monde : « Ce film est incontestablement une métaphore puissante de la crise climatique en cours. C’est un commentaire sociopolitique sérieux, qui se présente comme une comédie. Il traite de la manière dont les preuves accablantes d’une menace scientifique sont ignorées pour des raisons politiques et idéologiques. Il aborde la façon dont de puissants lobbys, motivés par le profit, bloquent l’action lorsqu’elle ne convient pas à leurs intérêts et promeuvent de prétendues fausses solutions dont ils peuvent personnellement tirer profit. C’est la même chose lorsque des industriels des énergies fossiles soutenus par le Parti républicain choisissent d’ignorer les preuves scientifiques irréfutables du changement climatique causé par l’homme ».
Dans The Guardian, le climatologue Peter Kalmus déclare « [Ce film] est une satire. Mais en tant que climatologue faisant tout ce que je peux pour réveiller les gens afin d'éviter une destruction planétaire, c'est aussi le film le plus précis relatant l'absence terrifiante de réponse de la société face à la crise climatique que j'ai pu voir »,.
En France, l'astrophysicien au laboratoire Lagrange Eric Lagadec félicite la précision scientifique du film malgré quelques raccourcis nécessaires au scénario, et renchérit « Don't look up est une mise en abyme de ce qui se passe actuellement. Le message qu’ils veulent montrer à travers Don't look up, c’est que, quand des scientifiques tirent la sonnette d’alarme, il faut les écouter ! ». Le professeur d'astrophysique Aurélien Barrau, également militant écologiste, a publié sa propre critique du film dans Diakritik, considérant que « derrière l’humour acide et flamboyant de cette satire délirante […] se dresse l’un des constats les plus exacts et les plus éloquents de l’état du monde. Une image précise et sans concession du règne du dérisoire et du pouvoir des médiocres. Le comique de l’outrance ne dénature en rien la finesse et la perspicacité de l’implacable dynamique d’effondrement ici dépeinte ».
La climatologue Valérie Masson-Delmotte, coprésidente du groupe de travail I du Groupe d'experts intergouvernemental sur l'évolution du climat (GIEC), a elle aussi livré ses impressions sur le film dans The Conversation, confiant que « le film montre le décalage, que j’ai souvent ressenti, entre la recherche scientifique, les médias et le pouvoir politique », dont « l’immense majorité des décideurs ne lit pas les « résumés à l’intention des décideurs » du GIEC ». Pour elle, « le film montre aussi le cynisme et le déni de responsabilité, l’absence de capacité d’analyse d’une situation inédite et des risques associés aux options d’action et à leur échec possible, l’incapacité à se projeter, et l’absence cruelle de leadership, illustrant au passage la manière dont les scientifiques peuvent se retrouver instrumentalisés dans un storytelling politique. Plus d’une fois, j’aurais aimé pouvoir dire, aussi crûment que Kate Dibiasky, « Are you fucking kidding me ? » ». Elle souligne cependant les différences importantes qui existent entre le réchauffement climatique (phénomène anthropique, lent et de progression inégale) et la percussion de la Terre par un astéroïde, la métaphore ayant son intérêt mais aussi ses limites.
Enfin, Vincent Mignerot pose une critique en "collapswashing" du film, décrivant celui-ci comme une esthétisation de l'échec militant et de l'impuissance populaire : « ça n’est pas si grave, si même Leonardo Di Caprio échoue ». Pour l'auteur, le film « fait intrinsèquement partie du processus d’acceptation du pire, essentiel à sa réalisation » .

## Distinctions

### Récompenses
- American Film Institute Awards : Top Ten Movies of the Year
- Detroit Film Critics Society : Best Original Screenplay
- National Board of Review : Top Ten Films
- Hollywood Music in Media Awards : Meilleure musique

### Nominations
- Golden Globes 2022 :
  - Meilleur film musical ou comédie
  - Meilleur acteur dans un film musical ou une comédie pour Leonardo DiCaprio
  - Meilleure actrice dans un film musical ou comédie pour Jennifer Lawrence
  - Meilleur scénario
- Oscars 2022 : 
  - Meilleur film
  - Meilleur scénario original
  - Meilleur montage
  - Meilleure musique de film

### Citations originales
1. ↑  (en) « McKay’s work with DiCaprio is particularly memorable, partly because Dr. Mindy’s trajectory — from honest, concerned scientist to glib, showboating celebrity — strengthens the movie’s heartbreaking, unspeakable truth: Human narcissism and all that it has wrought, including the destruction of nature, will finally be our downfall. In the end, McKay isn’t doing much more in this movie than yelling at us, but then, we do deserve it »[40].
2. ↑  (en) « it’s the only time Earth seems to be worth preserving »[45].
3. ↑  (en) « the point less to critique than reaffirm that we all hate the same sorts of people »[45].
4. ↑  (en) « a cynical, insufferably smug satire stuffed to the gills with stars that purports to comment on political and media inattention to the climate crisis but really just trivializes it. Dr. Strangelove it ain’t »[46].
5. ↑  (en) « The movie Don’t Look Up is satire. But speaking as a climate scientist doing everything I can to wake people up and avoid planetary destruction, it’s also the most accurate film about society’s terrifying non-response to climate breakdown I’ve seen »[44].